# 7364-es mellékút (Magyarország)
A 7364-es számú mellékút egy bő három kilométer hosszú, négy számjegyű országos közút Zala vármegyében, Zalaegerszeg keleti agglomerációjában. Legfontosabb szerepe, hogy Pethőhenye község számára biztosít közlekedési kapcsolatokat a térség fontosabb útjaival: a Szévíz-patak völgyében húzódó, több mint fél évezredes történetű 7354-es és a feltehetőleg még régebbi múltú, Sümeg és Zalaegerszeg között húzódó 7328-as út között. Zala-hídja eredetileg vasúti híd volt, ma is a leghosszabb híd a folyó fölött.

## Nyomvonala
Pethőhenye belterületének keleti szélén ágazik ki délnyugati irányban a 7354-es útból, nem sokkal annak 5+300-as kilométerszelvénye után. Kevéssel ezt követően nyugati, sőt nyugat-északnyugati irányba fordul, neve a település belterületének ezen a szakaszán Szabadság utca. A központot elérve újból kissé délebbi irányt vesz, már Hunyadi János utca néven, majd 1,2 kilométer után kilép a község házai közül.
1,5 kilométer után egy elágazáshoz ér: délnyugati irányba innen egy önkormányzati út indul Csortán külterületi községrész irányába, a 7364-es pedig északnyugat felé indul. Második kilométere után egy olyan úttal találkozik, amely Pethőhenye északi településrésze felé vezet vissza, és korábban a Szombathely–Nagykanizsa-vasútvonal régi, már több évtizede megszüntetett pethőhenyei szakasza húzódott a helyén. Ettől kezdve az út az egykori vasúti nyomvonalon halad tovább.
2,3 kilométer után (a hivatalos útügyi nyilvántartás szerint a 2+321-es szelvénynél) keresztezi a Zalát egy, teljes hosszában 124,4 méteres felépítményű, 8 nyílású, 19,2 méteres legnagyobb nyílásközű, öszvér gerendahíd-szerkezetű híddal; a forgalomnak 1971-72-ben átadott műtárgy egy korábbi, de 1945-ben felrobbantott vasúti híd újjáépítésével született meg. Ezután átlép Zalaszentiván területére, 2+550-es kilométerszelvényénél keresztezi a 25-ös számú Bajánsenye–Zalaegerszeg–Ukk–Boba-vasútvonalat, majd belép a község házai közé, és kevéssel ezután a Szombathely–Nagykanizsa-vasútvonal vágányai mellé simul. A 7328-as útba torkollva ér véget, nem sokkal annak a 38+600-as kilométerszelvénye után.
Teljes hossza, az országos közutak térképes nyilvántartását szolgáló kira.gov.hu adatbázisa szerint 3,104 kilométer.

## Története
Pethőhenyét biztosan a magyar középkor korai szakaszában is érintette út, amelyen az akkor Henye néven említett település vámhely is volt (biztosan így említik Henyét 1430-ból), de az az út a településtől délre észak-déli irányban húzódott és feltehetőleg innen is északnak haladt tovább. A mai út egy részén a 20. század második fele előtt valószínűleg nem is volt semmilyen közúti közlekedés: hídjának azonos helyen állt elődje és az ahhoz északról és délről csatlakozó útszakaszok ugyanis korábban a Szombathely–Nagykanizsa-vasútvonal részét képezték és vágányok húzódtak rajtuk. Az út így nyilvánvalóan csak az új közúti híd 1971-es átadása óta létezik a mai formájában.

### Zala-hídja
A Zala fölött átvezető mai hídja helyén a második világháború végéig a Szombathely–Nagykanizsa-vasútvonal vasúti hídja állt, amit azonban 1945-ben felrobbantottak. 1949-re azt a hidat, ideiglenes jelleggel ugyan, de olyan kivitelben újították fel, megfelelő provizórium hogy az újra alkalmassá vált vasúti szerelvények közlekedésére. Ennek ellenére a MÁV-nak a híd teljes újjáépítése nem állt szándékában, ehelyett új nyomvonalra terelte a vasutat, amely így Pethőhenye települést azóta elkerüli.
A megmaradt szerkezet – a pillérek és a provizórium alkotóelemei – felhasználásával 1970-1971-ben építették meg a mai hidat, amelyhez a közbenső pilléreket átalakítani sem kellett, csak a hídfők estek át kisebb átalakításon; a teherhordó felületeket pedig a kéttámaszú tartókra épített monolit vasbeton pályalemezek adják. A nyílások eltérő hosszúak: négy nyílásba 21 méter hosszú tartóelemek lettek beépítve, három nyílás tartószerkezeti méretezése 11,2 méter körüli, a legrövidebb nyílás tartóelemei pedig 6,8 méter hosszú szegecselt tartók. A hidat kétoldalt függőleges tagozású idomacél korlát határolja.
Ez jelenleg a Zala folyót átívelő leghosszabb híd, és csak egy olyan hídja van Zala vármegyének, amely ennél több (kilenc) nyílású.